# Britomart Reef
Britomart Reef är ett rev på Stora barriärrevet i Australien.   Det ligger cirka 70 km nordost om Ingham i delstaten Queensland. 